# Королевская макрель
Королевская макрель или макрель-кавалла (лат. Scomberomorus cavalla) — вид рыб семейства скумбриевых. Обитают в тропических водах северо-западной и центрально-западной части Атлантического океана между 44° с. ш. и 22° ю. ш. и между 98° з. д. и 34° з. д. Океанодромные рыбы, встречаются на глубине до 180 м. Максимальная длина тела 184 см. Ценная промысловая рыба. 

## Ареал
Королевская макрель обитает в западной части Атлантического океана Массачусетса, США, до Санта-Катарины (Бразилия). В прибрежной зоне от Массачусетса до Флориды попадаются только в тёплое время года. Эти эпипелагические неретические рыбы держатся на глубине до 180 м. Встречаются на внешнем крае рифов. Совершают сезонные миграции. Личинки попадаются в поверхностном слое воды при температуре от 26,3 до 31° C и солёности от 26,9 до 35 ‰.

## Описание
У королевских макрелей удлинённое веретеновидное тело, тонкий хвостовой стебель с простым килем. Зубы ножевидной формы. Голова короткая. Длина рыла короче оставшейся длины головы. Имеются сошниковые и нёбные зубы. Верхнечелюстная кость не спрятана под предглазничную. 2 спинных плавника разделены небольшим промежутком. Боковая линия не волнистая, резко изгибается под вторым спинным плавником. Брюшные плавники маленькие.  Брюшной межплавниковый отросток маленький и раздвоенный. Зубы на языке отсутствуют. Количество жаберных тычинок на первой жаберной дуге 7—13 (в среднем 9—10). Позвонков 41—43. В первом спинном плавнике 12—18 колючих лучей, во втором спинном 15—18 и в анальном плавнике 16—20 мягких лучей. Позади второго спинного и анального плавников пролегает ряд из 7—10 более мелких плавничков, помогающих избегать образования водоворотов при быстром движении.  Грудные плавники образованы 21—23 лучами. Спина сине-стального цвета. Бока серебристые, без отметин. У неполовозрелых особей покрыты мелкими пятнышками бронзового цвета. В отличие от многих видов макрелей передняя половина первого спинного плавника не окрашена в чёрный цвет. Максимальная зарегистрированная длина до развилки хвоста 173 см, а масса 45 кг. Средняя длина не превышает 70 см. В водах Бразилии в уловах преобладают особи длиной 50—90 см.

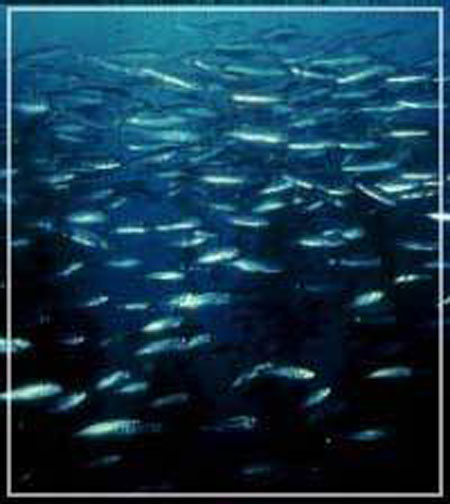
Королевские макрели ведут стайный образ жизни

## Биология
Пелагическая стайная рыба, держится в основном в прибрежных водах.  
В западной части Мексиканского залива нерест происходит с мая по сентябрь. Пик приходится на сентябрь. Рыбы нерестятся на глубине 35—180 м над средней частью и внешним краем континентального шельфа. В северо-восточной части Карибского бассейна пик наблюдается в июле-августе. А бразильских водах плодовитость самок длиной 63—123 см оценивается в 345000—2280000 икринок. Во Флориде королевские макрели впервые нерестятся, достигнув длины 73 см (самцы) и 84 см (самки). В водах Бразилии самки становятся половозрелыми при длине около 77 см. Самцы и самки достигают половой зрелости в возрасте 2—3 года и 3—4 года соответственно. Продолжительность жизни оценивается в 32 года для самок и 26 лет для самцов. Продолжительность поколения около 9 лет.   
Королевская макрель питается в основном мелкими рыбами, а также креветками и кальмарами. Наиболее существенную долю рациона молодых особей длиной 10—31 см составляют представители рода Opisthonema, Harengula и Brevoortia. 

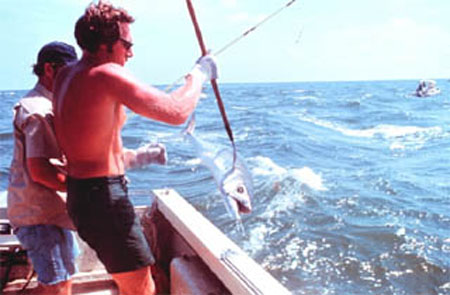
Королевская макрель — ценный трофей

## Взаимодействие с человеком
Ценная промысловая рыба. Промысел ведётся кошельковыми неводами, жаберными сетями и удебными средствами. Жаберными сетями добывают в основном рыб в возрасте 2—4 года (88 % улова), тогда как более зрелые особи чаще попадаются на крючок. Королевская макрель поступает на рынок в основном в свежем виде, а также в мороженом, копчёном, консервированном и солёном виде. В некоторых районах мясо этих рыб может содержать сигуатоксин. Международный союз охраны природы присвоил виду охранный статус «Вызывающий наименьшие опасения».